# العلاقات الكويتية النيكاراغوية
العلاقات الكويتية النيكاراغوية هي العلاقات الثنائية التي تجمع بين الكويت ونيكاراغوا.

## مقارنة بين البلدين
هذه مقارنة عامة ومرجعية للدولتين:
| وجه المقارنة                                              | الكويت        | نيكاراغوا        |
| --------------------------------------------------------- | ------------- | ---------------- |
| المساحة (كم2)                                             | 17.82 ألف     | 130.38 ألف       |
| عدد السكان (نسمة)                                         | 4.14 مليون    | 6.22 مليون       |
| الكثافة السكانية (ن./كم²)                                 | 232.32        | 47.71            |
| العاصمة                                                   | مدينة الكويت  | ماناغوا          |
| اللغة الرسمية                                             | اللغة العربية | اللغة الإسبانية  |
| العملة                                                    | دينار كويتي   | كوردبا نيكاراغوا |
| الناتج المحلي الإجمالي (بليون دولار)                      | 120.13 مليار  | 13.81 مليار      |
| الناتج المحلي الإجمالي (تعادل القوة الشرائية) بليون دولار | 290.53 مليار  | 31.63 مليار      |
| الناتج المحلي الإجمالي الاسمي للفرد دولار أمريكي          | 29.30 ألف     | 2.09 ألف         |
| الناتج المحلي الإجمالي للفرد دولار أمريكي                 | 73.25 ألف     | 4.92 ألف         |
| مؤشر التنمية البشرية                                      | 0.816         | 0.631            |
| رمز المكالمات الدولي                                      | +965          | +505             |
| رمز الإنترنت                                              | .kw           | .ni              |
| المنطقة الزمنية                                           | ت ع م+03:00   | 00               |

## منظمات دولية مشتركة
يشترك البلدان في عضوية مجموعة من المنظمات الدولية، منها:
| علم المنظمة | اسم المنظمة                               | تاريخ انضمام الكويت | تاريخ انضمام نيكاراغوا |
| ----------- | ----------------------------------------- | ------------------- | ---------------------- |
|             | الاتحاد البريدي العالمي                   | ?                   | ?                      |
|             | يونسكو                                    | 18 نوفمبر 1960      | 22 فبراير 1952         |
|             | البنك الدولي للإنشاء والتعمير             | 13 سبتمبر 1962      | 14 مارس 1946           |
|             | وكالة ضمان الاستثمار متعدد الأطراف        | 12 أبريل 1988       | 12 يونيو 1992          |
|             | منظمة التجارة العالمية                    | ?                   | ?                      |
|             | الاتحاد الدولي للاتصالات                  | 14 أغسطس 1959       | 12 مايو 1926           |
|             | مؤسسة التمويل الدولية                     | 13 سبتمبر 1962      | 20 يوليو 1956          |
|             | منظمة الشرطة الجنائية الدولية             | ?                   | ?                      |
|             | الأمم المتحدة                             | 14 مايو 1963        | 24 أكتوبر 1945         |
|             | مؤسسة التنمية الدولية                     | 13 سبتمبر 1962      | 30 ديسمبر 1960         |
|             | منظمة حظر الأسلحة الكيميائية              | ?                   | ?                      |
|             | المركز الدولي لتسوية المنازعات الاستشارية | 4 مارس 1979         | 19 أبريل 1995          |

## وصلات خارجية
- موقع وزارة الخارجية الكويتية
- موقع وزارة الخارجية النيكاراغوية